# الحقبة العامة

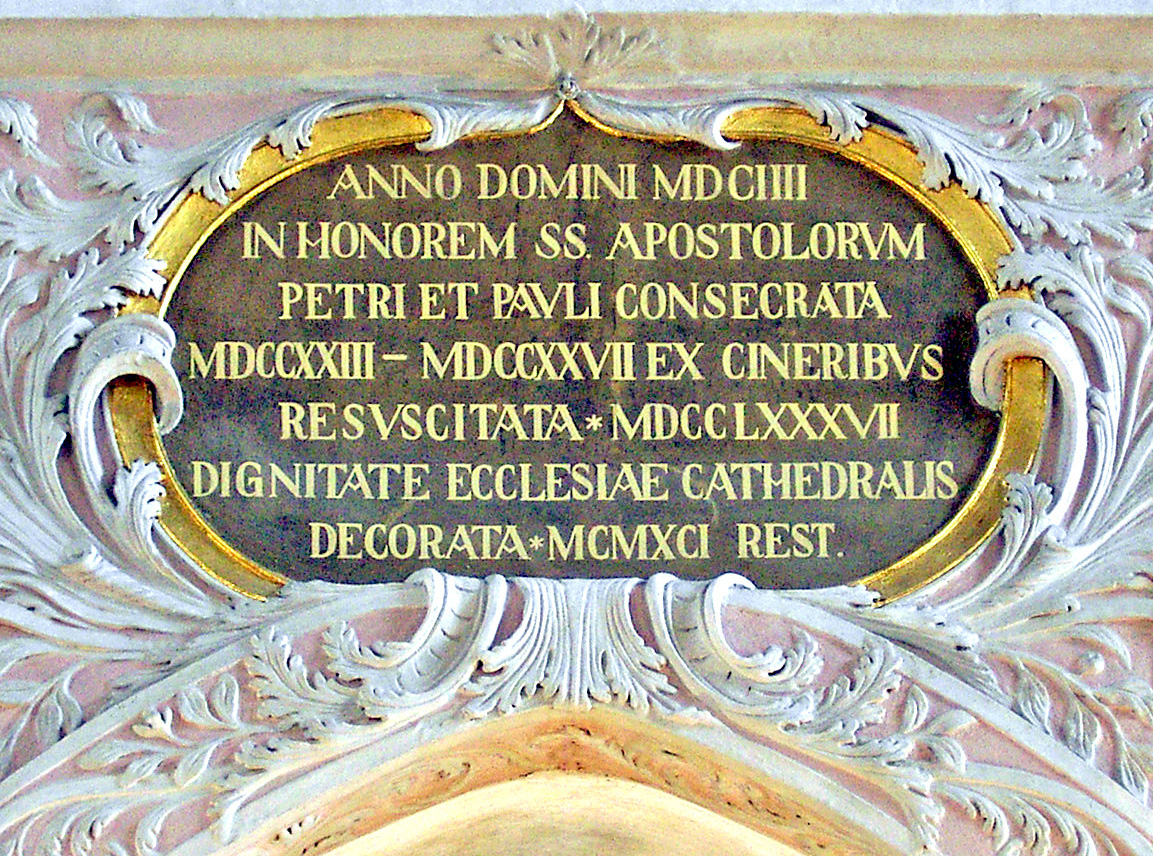

الحقبة العامة أو الحقبة الحالية (بالإنجليزية: Common Era)‏ (تختصر CE أو ح.ع.) هي حقبة تقويمية غالباً ما تستخدم باعتبارها تسمية بديلة للنظام أنو دوميني أو بعد الميلاد (تختصر AD) ويستخدم هذا النظام لحقبة قبل الميلاد الحقبة قبل العامة (اختصار BCE أو ق.ح.ع). يستخدم تسمية الحقبة العامة/ قبل الميلاد نظام الترقيم العام الذي عرضته الراهب المسيحي ديونيسيوس أكزيجوس (ديونيس الضئيل) في القرن السادس الذي بدأ بتعيين عبارة أنو دوميني (أي بعد الميلاد) من بداية حياة يسوع ليكون التاريخ المرجعي. وبالتالي أن تأريخ "2015 CE" أو 2015 حقبة عامة يقابل "AD 2015" أو «2015 بعد الميلاد» و"400 BCE" أو «400 قبل الحقبة العامة» يقابل "400 BC" أو «400 قبل الميلاد». التقويم الميلادي ونظام الترقيم العام المرتبط هو نظام التقويم الذي يتم استخدامه على نطاق واسع في العالم اليوم، وقد كان على مدى عقود المعيار العالمي المعترف به من قبل المؤسسات الدولية مثل الأمم المتحدة والاتحاد البريدي العالمي.
وقدم استخدام تعبير الحقبة العامة الاختصار CE من قبل الأكاديميين اليهود في منتصف القرن 19. ومنذ القرن العشرين شاع استخدام عبارة الحقبة العامة CE وقبل الحقبة العامة BCE في المنشورات الأكاديمية والعلمية وبشكل أعم من قبل المؤلفين والناشرين الذين يرغبون في التأكيد على العلمانية أو الحساسية لغير المسيحيين لأن هذا النظام لم يستخدم الألقاب الدينية ليسوع مثل «المسيح» ودومينوس («الرب») التي تستخدم في تدوين BC / AD كما أنها لا تعطي التعبير الضمني إلى العقيدة المسيحية بأن يسوع هو المسيح.

## أصلها
ابتكر  الراهب المسيحي ديونيسيوس كسيغوس عام 525 نظام الترقيم السنوي المستخدم في الإشارة إلى الحقبة العامة ليحل محل نظام حقبة الشهداء، لأنه لم يرغب في مواصلة تذكّر الطاغية الذي اضطهد المسيحيين. حاول أن يُرقّم السنوات استنادًا إلى تاريخ مرجعي أولي، وهو حدث يشار إليه بتجسيد يسوع. سمّى ديونيسيوس عمود الجدول الذي قدم فيه الحقبة الجديدة «آني دوميني نوستري جيسو كريستي» (Anni Domini Nostri Jesu Christi).
أصبح ترقيمُ السنوات على هذا النحو منتشرًا بشكل أوسع في أوروبا، خصوصًا عندما استخدمه القديس بيدا في إنجلترا عام 731. قدم بيدا طريقة الترقيم قبل سنوات مما كان يفترض أنها كان سنة ولادة يسوع، وطريقة تقوم على عدم استخدام «سنة صفر». في عام 1422، كانت البرتغال آخر بلد في أوروبا الغربية يتبنى النظام الذي أوجده ديونيسيوس.

## تاريخ استخدام اختصار سي إي (الحقبة العامة) وبي سي ي (ما قبل الحقبة العامة)
على الرغم من امتلاك اليهود لتقويم عبريٍّ خاصٍّ بهم، فهم بستخدمون غالبًا التقويم الميلادي، دون بادئة AD. منذ عام 1825، كان احتصار VE (الحقبة الرائجة) يستخدم بين اليهود للإشارة إلى سنوات في التقويم الغربي. بدءًا من عام 2005، استخدم نظام الحقبة العامّة أيضًا في الدروس العبرانية لأكثر من قرن. في عام 1856، استخدم الحاخام والمؤرخ موريس جاكوب رافال الاختصارين سي أي وبي سي أي في كتابه «تاريخ ما بعد الكتاب المقدس لليهود». استخدم اليهود أيضًا مصطلح الحقبة الحاليّة.

## الاستخدام المعاصر
اعتمد بعض الأكاديميين المتخصصين في علم اللاهوت والتعليم وعلم الآثار والتاريخ رمزي سي إي CE وبي سي إي BCE، بالرغم من وجود بعض الخلافات. العديد من دلائل الأسلوب تفضل أو تجبر استخدام هذه الطريقة. يقول دليل الأسلوب الخاص بأبرشية ماريلاند نيوز أنه ينبغي استخدام رمزي بي سي إي وسي إي.
في الولايات المتحدة، أبلغ في عام 2005 عن تزايد استخدام صيغتي سي إي وبي سي إي BCE/CE في الكتب المدرسية، واستخدمتها بعض المنشورات. مثلًا، كان التقويم العالميّ عام 2007 أول طبعة يتم فيها التبديل إلى استخدام رمزي سي إي وبي سي إي، الأمر الذي أنهى استخدام رموز الترقيم التقليدية إيه دي AD وبي سي BC بعد 138 عامًا. يستخدمه مجلس الكليّة في اختبارات التاريخ. تستخدم قناة التاريخ التيلفزيونية ومقرها الولايات المتحدة رمزي سي إي وبي سي إي BCE/CE في مقالات عن موضوعات دينية غير مسيحية مثل القدس واليهودية.
في عام 2002، أوصى فريق استشاري لمنهاج التعليم الديني في انكلترا وويلز بإدخال رمزي سي إي وبي سي إي BCE/CE لتواريخ المدارس، وبحلول عام 2018 كانت بعض السلطات التعليمية المحلية تستخدمها. في عام 2018، أعلنت مؤسسة التراث القومي أنها ستواصل استخدام رمزي إيه دي وبي سي BC/AD. تفسّر هيئةُ التراث الإنجليزي سياسة الحقبة التي تنتهجها: «قد يبدو غريبًا استخدام نظام تقويم مسيحي عند الإشارة إلى ما قبل التاريخ البريطاني، لكن رموز إيه دي وبي سي BC/AD تستخدم بشكل واسع ويفهمها الجميع». تستخدم بعض أقسام هيئة الإذاعة البريطانية رمزي سي إي وبي سي إي BCE/CE لكن بعضها الآخر رفض ذلك. في أكتوبر 2019، ضم دليل الأسلوب الخاص بالهئية رمزي إيه دي وبي سي AD/BC فقط.